# Masacre de Margarita Belén

Monumento a los caídos de Margarita Belén, sobre la Ruta Nacional 11, a 15 kilómetros al norte de la localidad de Margarita Belén.

Se conoce como Masacre de Margarita Belén a la tortura y ejecución de al menos once militantes y desaparición forzada de otros 4, realizadas en un operativo conjunto del Ejército Argentino y la Policía del Chaco durante la noche del 12 al 13 de diciembre de 1976, en un lugar cercano a la localidad de Margarita Belén, provincia del Chaco.
El ametrallamiento se disfrazó, como era común en la época, de un tiroteo fortuito acaecido durante un intento de huida de los prisioneros. El caso fue uno de los más de setecientos tomados en cuenta en el Juicio a las Juntas, en 1985, y por eso se condenó a los miembros de la Junta Militar del Proceso de Reorganización Nacional, Jorge Videla, Emilio Massera y Orlando Agosti. Más tarde, en 1990, serían indultados por el entonces presidente Carlos Saúl Menem, revocados por una corte federal el 24 de agosto de 2007.
Un monumento sobre la Ruta Nacional 11, en el sitio donde se produjeron los hechos, recuerda a los caídos en este trágico suceso.

## Hechos

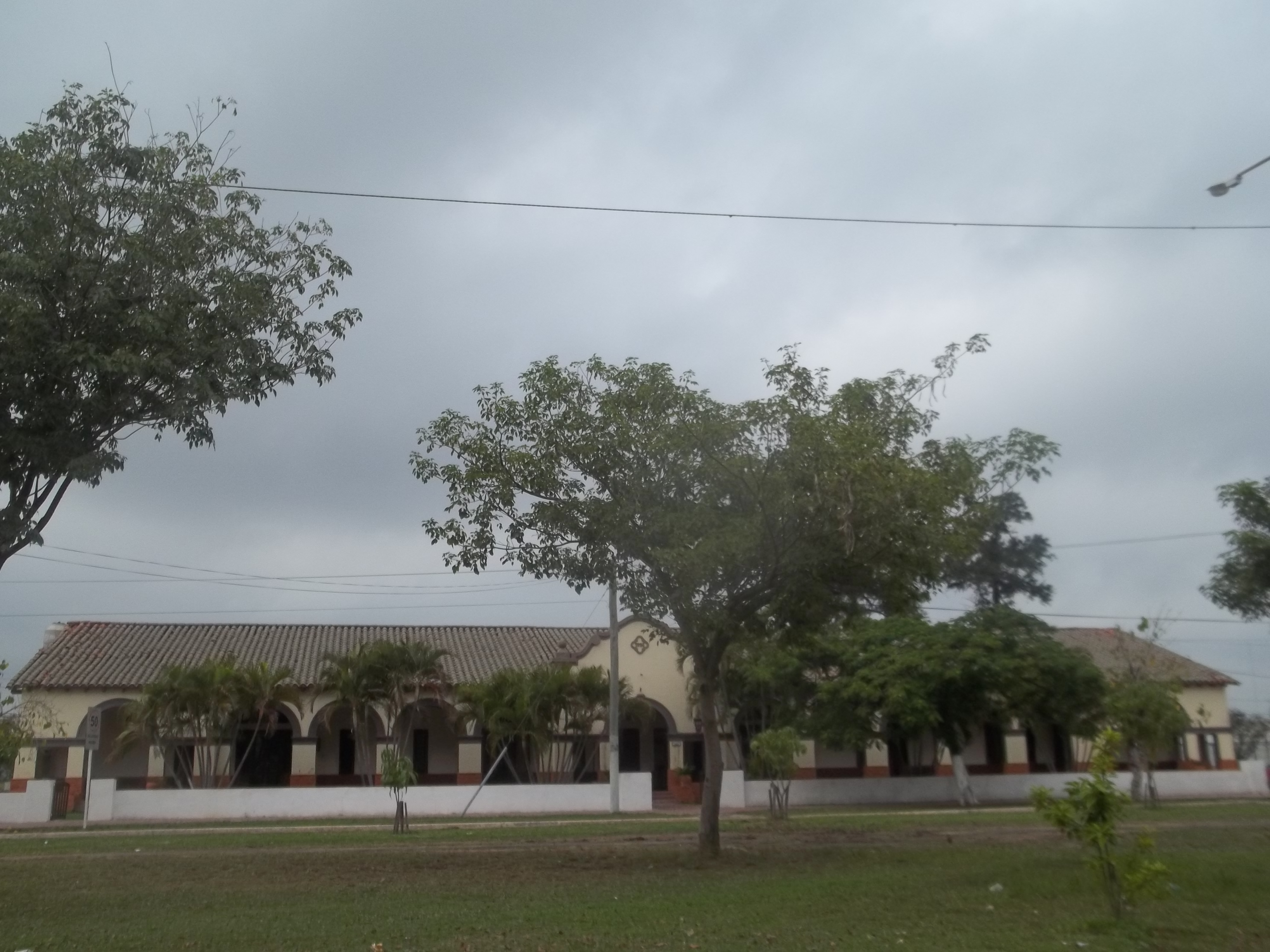
Los militantes asesinados estaban presos en la Unidad Penitenciaria Federal N.º 7 de Resistencia.

El domingo 12 de diciembre de 1976, siete militantes de las Juventudes Peronistas detenidos «a la vista» e incomunicados en la Unidad Penitenciaria 7 de la ciudad de Resistencia fueron retirados de sus celdas, con el pretexto de su traslado a la cárcel de máxima seguridad de Formosa. Fueron trasladados en transportes militares a la alcaidía de Resistencia; el exdiputado de la Unión Cívica Radical, Víctor Marchesini, también preso en la alcaidía, informó años después que fueron torturados en el comedor del establecimiento, antes de ser aislados en celdas individuales. Pocos días antes, otros detenidos habían llegado a la Brigada de Investigaciones de Resistencia y luego a la alcaidía, trasladados desde otras cárceles de la provincia de Misiones, a los que también se sometió a torturas y aislamiento. 
De acuerdo con testimonios presentados ante la CONADEP, los encargados de la tortura pertenecían al Destacamento de Inteligencia 124 del Ejército al mando del entonces teniente coronel Armando Hornos; los acompañaban agentes de la brigada de investigaciones de la policía del Chaco. Durante la noche se presentó una comisión militar que presentó órdenes de traslado para retirar a 13 de los detenidos; estos fueron entregados y transportados en dos camiones militares, custodiados por un patrullero de la policía del Chaco, hasta un descampado vecino a la localidad de Margarita Belén. El teniente general Ricardo Brinzoni, en declaraciones que hizo en 2001, dijo que "fue una operación militar para eliminar delincuentes terroristas" y que se trató de "un fusilamiento encubierto de detenido que estaban en la cárcel U-7"".
La versión militar de los hechos indicó que la columna que trasladaba a los detenidos en la Ruta Nacional 11, había sido emboscada. mientras que los restantes huyeron. Zapata Soñez es indicado en una comunicación oficial del ejército como uno de los Montoneros que logró fugarse.
Sin embargo, la investigación realizada por la CONADEP demostró, de acuerdo con los informes proporcionados en su lecho de muerte por un parapolicial «arrepentido», Eduardo Pío Ruiz Villasuso, que los detenidos no estaban en condiciones de darse a la fuga; uno de ellos, Carlos Zamudio, había recibido días antes la visita de su esposa, que confirmó en declaraciones que por las torturas recibidas no podía siquiera caminar, mucho menos huir. De acuerdo a Ruiz Villasuso, las mujeres fueron violadas, tres de los presos varones fueron castrados, y todos ellos torturados en el camino. Al llegar a Margarita Belén, fueron colocados en varios vehículos y fusilados. Los cadáveres de diez de los muertos fueron llevados al cementerio de Resistencia, y allí enterrados en tumbas cuya apertura había realizado una cuadrilla de soldados el día anterior. Hubo otras novedades. Ese domingo doce de diciembre un helicóptero de Casa de Gobierno inspeccionó la ruta 11. En la nave viajaban los oficiales Facundo Serrano (interventor militar de la provincia), Oscar José Zucconi y Alcides Larrateguy. Su misión era sencilla: ubicar el lugar apropiado donde sacrificar a las víctimas. Veinte años después, las comisiones investigadoras descubrieron el registro donde está asentado el permiso para usar el helicóptero.
El testimonio de Ruiz Villasuso fue grabado a mediados de los años ochenta en la sala de terapia intensiva, ante un médico y un escribano que certificaron su lucidez, y allí falleció  por las puñaladas que le asestara un oficial de policía de Chaco, frente a decenas de testigos. El hecho, que tuvo lugar en una hacienda en la localidad chaqueña de General San Martín, tuvo las características de un intento de homicidio por encargo.

## Víctimas conforme la sentencia
Detenidos incluidos en el traslado por cuyo homicidio se dictó la condena (9):
- Luis Ángel Barco, militante de la Juventud Peronista;
- Mario Cuevas, militante de la Juventud Peronista;
- Luis Alberto Díaz, militante de la Juventud Peronista;
- Carlos Alberto Duarte, militante de la Juventud Peronista;
- Luis Arturo Fransen, militante de la Juventud Peronista;
- Manuel Parodi Ocampo, militante de la Juventud Peronista;
- Néstor Carlos Salas, militante del Partido Auténtico;
- Patricio Blas Tierno, militante de la Juventud Peronista;
- Carlos Alberto Zamudio, militante de la Juventud Peronista;

Detenidos incluidos en el traslado por cuya desaparición forzada se dictó la condena (4):
- Julio Andrés Pereyra, militante de la Juventud Peronista;
- Fernando Gabriel Piérola, militante de la Juventud Peronista;
- Roberto Horacio Yedro, militante de la Juventud Peronista;
- Reynaldo Zapata Sonez, militante de la Juventud Peronista;

Supuestos atacantes por cuyo homicidio se dictó la condena (2):
- Emma Beatriz Cabral, militante de la Juventud Peronista;
- Alcides Bosch, militante de la Juventud Peronista;

Otras personas no incluidas en este juicio:
- Cuatro personas aún no identificadas, que se supone fueron Eduardo "Lalo" Fernández, de Goya (Corrientes), Raúl Antonio Méndez, de Santa Lucía (Corrientes); Dora Noriega, de Gral. San Martín (Chaco); y Tomás Rojas, de El Colorado (Formosa) aparecieron muertas en la zona en días posteriores.

## Juicios

Monumento a los caídos y fotos de las víctimas.

En 1985 los sucesos  de Margarita Belén se incluyeron como caso 678 en la causa 13 abierta contra la junta militar. La Cámara Federal de Buenos Aires halló responsable de homicidio agravado por alevosía a Jorge Rafael Videla, y sentenció que la versión oficial carecía de verosimilitud, indicando que los detenidos "fueron muertos por las fuerzas encargadas de su traslado y no por elementos subversivos como oficialmente se anunciara". Las Cámaras Federales de Rosario y Paraná habían citado a declarar por la misma causa a Cristino Nicolaides, a Leopoldo Fortunato Galtieri y al jefe de la policía santafesina, Wenceslao Ceniquel, todos ellos hallados culpables.
El 16 de mayo de 2011 el Tribunal Oral en lo Criminal Federal de la ciudad de Resistencia, integrado por los jueces Gladis Mirtha Yunes, Eduardo Ariel Belforte y Ramón Luis González, dio lectura al fallo referido a los autores materiales de la masacre. La sentencia declara probado que el 12 de diciembre de 1976 trece detenidos (todos varones) fueron trasladados en camión a un paraje cerca de la localidad de Margarita Belén y muertos a tiros. Declara que no se trató de un intento de fuga sino de un plan premeditado para matarlos y que también fueron muertas allí dos personas que mantenían detenidas, esto a los fines de escenificar un intento de rescate. 
En relación con cuatro de las víctimas incluidas en el traslado la sentencia consideró que no estaban probados los homicidios imputados, aunque sí la privación ilegítima de la libertad..
Fueron condenados a prisión perpetua por once homicidios agravados por alevosía y por el número de participantes en concurso real con privación ilegítima de la libertad agravada y por cuatro privaciones ilegítimas de la libertad: Athos Renés, Ernesto Simoni, Aldo Martínez Segón, Jorge Carnero Sabol, Ricardo Reyes, Germán Riquelme, Horacio Losito (quien ya había sido condenado a 25 años en la causa por el ex Regimiento de Infantería 9, en Corrientes) y Luis Alberto Patetta (también condenado a 25 años, pero en la causa Caballero que investigó la represión ilegal en el Departamento de Policía de Chaco). La sentencia absolvió a Luis Alfredo Chas, un policía de tránsito que iba en el vehículo que, asignado a la custodia de los vehículos militares, iba por la ruta varios cientos de metros delante de los mismos. La sentencia declara que estaba a por lo menos 800 metros del lugar de los homicidios y que no ha surgido ningún elemento que lo vincule al hecho ni que indique que tuviera conocimiento del plan a cumplir. Señala además que ninguno de los alegatos subsumió la conducta del procesado en los tipos penales sino que fueron afirmaciones dogmáticas alejadas de la realidad y de todo sustento probatorio.

## Monumento y homenaje

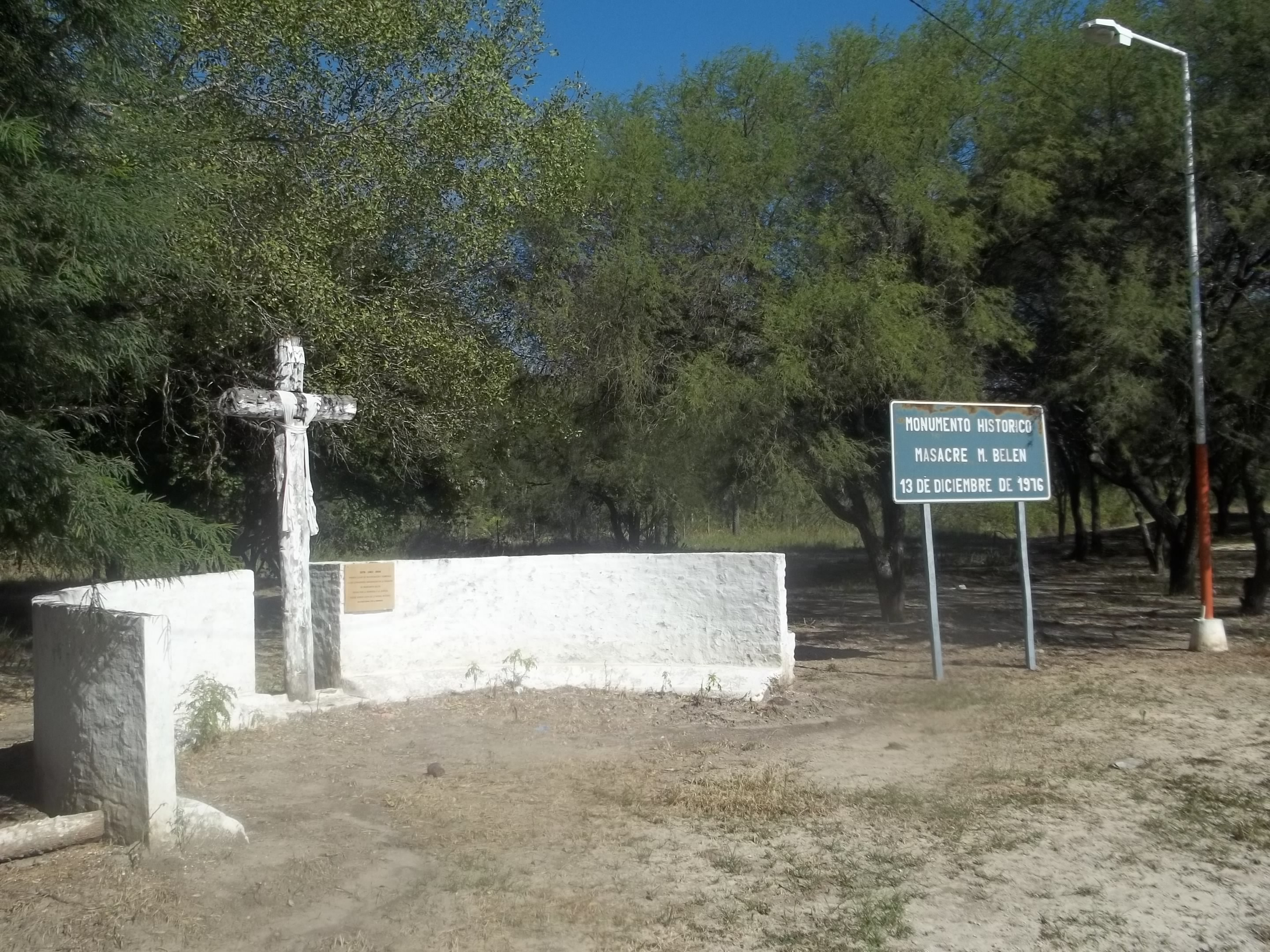
Primer monumento a los caídos de Margarita Belén.

En 1997 un monumento fue levantado en memoria a las víctimas de la masacre ocurrida en las inmediaciones de Margarita Belén. La lista de los nombres grabados en el cartel está encabezada por una leyenda que dice:

Homenaje a los compañeros peronistas montoneros fusilados el 13 de diciembre de 1976 por fuerzas conjuntas del Ejército, la policía del Chaco y la colaboración de civiles, curante la dictadura militar. Memoria y gratitud a su sacrificio por la libertad de la Patria. Brille para ellos la luz que no tiene ocaso. Todos por la Memoria, la Verdad y la Justicia.

Existe un mural en el Aula Magna de la Universidad del Nordeste (Unne) en homenaje a las víctimas. En 2012 el secretario de Derechos Humanos provincial descubrió la baldosa que recuerda a Francisco Luis Goya, detenido y desaparecido por el terrorismo de Estado. existe una placa en homenaje a Carlos “Caraú” Duarte, un joven estudiante de Puerto Esperanza que falleció en la masacre de Margarita Belén.